# Cynorkis clarae
Cynorkis clarae är en orkidéart som beskrevs av Daniel Geerinck. Cynorkis clarae ingår i släktet Cynorkis, och familjen orkidéer. Inga underarter finns listade i Catalogue of Life.